# Groß Miltzow (Sundhagen)
Groß Miltzow ist ein Ortsteil der Gemeinde Sundhagen im Landkreis Vorpommern-Rügen.

Groß Miltzow zwischen 1880 und 1920

## Geografie und Verkehr
Groß Miltzow liegt 17 Kilometer nordöstlich der Stadt Grimmen, 12 Kilometer südöstlich von Stralsund und 20 Kilometer nordwestlich von Greifswald. Die Feldmark von Groß Miltzow ist ausgedehnt und reicht von der Bahnlinie Greifswald-Stralsund bis zum Ufer des Strelasundes. Die nordwestliche Grenze bildet der Groß Miltzower Mühlbach. Westlich des Ortes verläuft die Bahnstrecke Angermünde–Stralsund und östlich die Bundesstraße 105, die ehemalige B 96.

## Geschichte
Groß Miltzow wurde im Dezember 1313 erstmals urkundlich als Mildessowe genannt. Es war eine frühdeutsche (1230 bis 1400) Gründung, wie eine Urkunde über Mildesouwe vom 2. Februar 1325 mit den Namen von drei deutschen Einwohnern belegt. Das heutige Miltzow (vorher auch Neu Miltzow genannt) gab es laut schwedischer Matrikelkarte von 1696 nicht. Der Ort Klein Miltzow wurde 1696 noch nicht als solches bezeichnet. Er war nördlicher Bestandteil der heutigen Nachbarsiedlung Reinkenhagen.
Der Ort ist ein typisches Gutsdorf, hat aber auch Anzeichen eines Angerdorfes. Das Gut lag laut Preußischem Urmesstischblatt (PUM) von 1835 westlich des Angers hinter dem Dorfteich, die Katen waren unregelmäßig um den Anger verteilt. Auf dem südöstlichen Hügel (22,9 m hoch) stand eine Bockwindmühle, die zum Gut gehörte. Sie wurde noch bis nach 1920 betrieben. Zwischen 1835 und 1880 bestand am Sundufer eine größere Ziegelei, mit deren Hilfe auch der Neubau des Gutes und des Dorfes realisiert wurde. Der Gutsherr des Groß Miltzower Gutes hatte die Tonvorkommen am Sund entdeckt und diese Erkenntnis auch dem Besitzer von Oberhinrichshagen mitgeteilt, da sich das Vorkommen auch über die Gemarkungsgrenze nach dort ausdehnte. Der Besitzer (die Stadt Greifswald und das Heilig-Geist-Hospital) ließen dort ebenfalls eine Ziegelei aufbauen, da in dieser Zeit eine Separation der Feldmark anstand mit gleichlaufender Neubebauung. Bis 1880 erfolgte laut Messtischblatt 1880 in Groß Miltzow eine wesentliche Umgestaltung des Gutes und des Dorfbildes. Das Gut wurde kompakter neu aufgebaut, der Park wurde erweitert und modernisiert und das Dorf wurde zu einer doppelseitigen Katenreihe entlang der Straße umgestaltet.
1871 hatte Groß Miltzow 10 Wohnhäuser mit 23 Haushaltungen und 159 Einwohner, 1867 waren es noch 178. Alle waren Mitglied der evangelischen Kirche.
Bis 1920 (laut Messtischblatt 1920) vergrößerte sich das Gut nochmals in Richtung Südost, das Dorf blieb in der Gestaltung bestehen.
Nach 1945 mit der Bodenreform wurden einige Neubauernsiedlungen aufgebaut. Von den Gutsgebäuden blieben nur wenige Reste erhalten, diese wurden meistens ebenfalls zu Neubauernhöfen umgestaltet. Von der doppelten Katenreihe blieb ebenfalls nur wenig erhalten. In südöstlicher Verlängerung des ehemaligen Gutshofes entstand ein LPG-Komplex, der auch heute noch privatwirtschaftlich genutzt wird. Das Gutsgelände ist ordentlich und gepflegt, der Park ist mehr oder weniger verwildert.
Groß Miltzow gehörte zur Gemeinde Brandshagen. Diese schloss sich am 7. Juni 2009 mit den Gemeinden Behnkendorf, Horst, Kirchdorf, Miltzow, Reinberg und Wilmshagen zur neuen Gemeinde Sundhagen zusammen.

## Sehenswürdigkeiten
- Reste der Gutsanlage
- Das nahe gelegene Kirchdorf Brandshagen

→ Siehe auch Liste der Baudenkmale in Sundhagen

## Persönlichkeiten
- Christoph Ludwig von Hochwächter (1769–1838), Gutsbesitzer auf Groß Miltzow
- Gustav von Hochwächter (1810–1890), preußischer Offizier, Rittergutsbesitzer und Landrat